# Miss International Queen Vietnam 2025
Miss International Queen Vietnam 2025 hay Hoa hậu Chuyển giới Việt Nam 2025 là cuộc thi Hoa hậu Chuyển giới Việt Nam lần thứ 4 do Hương Giang Entertainment phối hợp với Nguyễn Huỳnh Như Entertainment tổ chức. Đêm chung kết diễn ra vào ngày 10 tháng 5 năm 2025 tại Novaworld Phan Thiết. Hoa hậu Chuyển giới Việt Nam 2023 - Nguyễn Hà Dịu Thảo đến từ Hải Dương đã trao lại vương miện cho người kế nhiệm là Hà Tâm Như đến từ Vĩnh Long.

## Thông tin cuộc thi

### Sản xuất chương trình thực tế
- Đầu tháng 11 năm 2024, ban tổ chức công bố 4 Mentor của cuộc thi gồm: Miss Universe Vietnam 2023 Bùi Quỳnh Hoa, Miss Grand Vietnam 2023 Lê Hoàng Phương, Á hậu 2 Miss Universe Vietnam 2024 Vũ Thuý Quỳnh, Á hậu 1 Miss Grand Vietnam 2022 Chế Nguyễn Quỳnh Châu.[2]
- 7 tập truyền hình thực tế (bao gồm 1 tập bán kết) được phát sóng trong 2 tháng từ ngày 14 tháng 3 năm 2025. Các tập truyền hình thực tế được ghi hình, sản xuất tại Thành phố Hồ Chí Minh.

### Ban giám khảo

Ban giám khảo chung kết
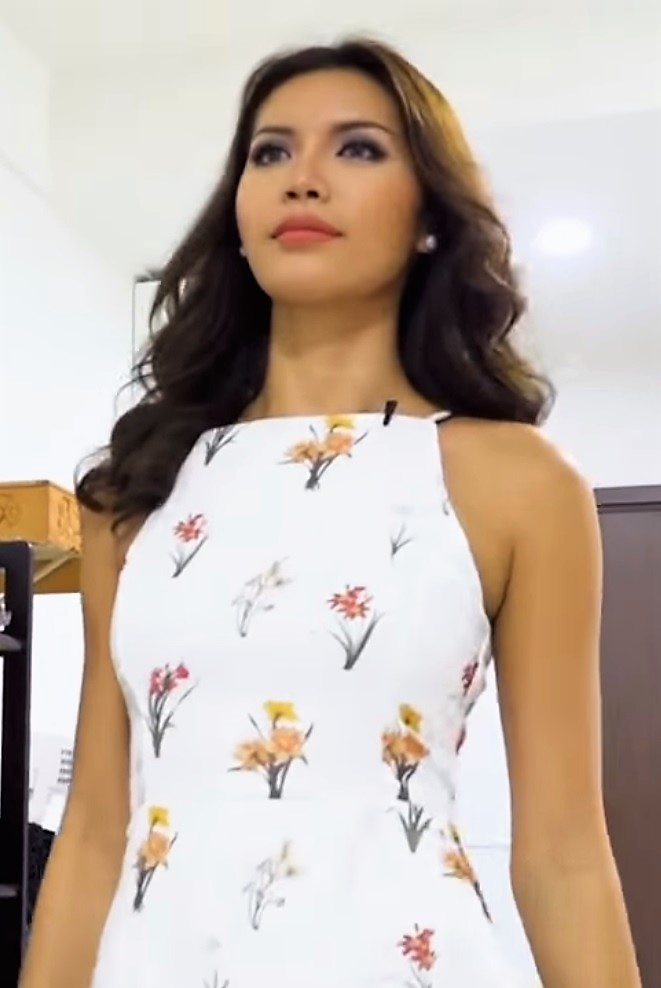
Minh Tú
Như VânNhư Vân
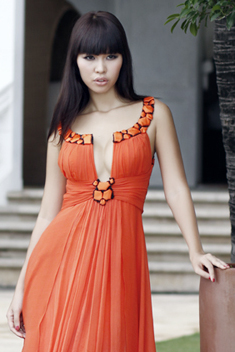
Hà Anh

Hội đồng ban giám khảo đêm chung kết gồm 8 thành viên:
- Dược sĩ Tiến, nhà sản xuất
- Nguyễn Đình Như Vân, người mẫu, Hoa hậu Toàn cầu 2025
- Nguyễn Huỳnh Như, nhà sản xuất, doanh nhân
- Hà Anh, siêu mẫu
- Thái Hoàng Sơn, giám đốc điều hành bệnh viện Siam Thailand
- Lê Linh, doanh nhân
- Gavin Nguyễn, đại diện Tiktok Vietnam
- Minh Tú, siêu mẫu, Hoa hậu Siêu quốc gia châu Á 2018

## Kết quả
| Kết quả                           | Thí sinh | Dự thi quốc tế                   | Thành tích |
| --------------------------------- | --- | -------------------------------- | ---------- |
| Hoa hậu Chuyển giới Việt Nam 2025 | - Vĩnh Long – Hà Tâm Như | Hoa hậu Chuyển giới Quốc tế 2025 |            |
| Á hậu 1                           | - Hà Nội – Nguyễn Cao Minh Anh |                                  |            |
| Á hậu 2                           | - Hải Dương – Nguyễn Thủy Tiên |                                  |            |
| Top 6                             | - Thành phố Hồ Chí Minh – Trần Khởi My - An Giang – Trần Quân - Bắc Giang – Tô Ngọc Bảo Linh |                                  |            |
| Top 14                            | - Kiên Giang – Lộ Lộ - Thành phố Hồ Chí Minh – Nikkie Song Phúc - Bến Tre – Huỳnh My - Hà Nội – Hoàng Bảo Anh - Đà Nẵng – Trần Mẫn Nhi - Trà Vinh – Phạm Thư Kỳ - Hà Nội – Lê Tuệ Vy - Hà Nội – Bùi Phạm Phương Nhã                                                                        |                                  |            |
| Top 24                            | - Cà Mau – La Ngọc Thư - Thành phố Hồ Chí Minh – Alice Dương - An Giang – Huỳnh Ngọc Thái Dương - Ninh Thuận – Lê An Di - Kiên Giang – Cao Minh Hy - Bến Tre – Lê Thanh Anh - Thành phố Hồ Chí Minh – Quincy Lê - Cà Mau – Trần Di - Cần Thơ – Nguyễn Thanh Tường - Đắk Lắk – Trần Châu Sa |                                  |            |

Ghi chú
1. ↑  Thí sinh vào thẳng Top 14 nhờ chiến thắng giải phụ "Học viên tài năng nhất"
2. ↑  Thí sinh vào thẳng Top 14 nhờ chiến thắng giải phụ "Học viên được yêu thích nhất"

### Giải phụ
| Giải phụ                     | Kết quả                                    |
| ---------------------------- | ------------------------------------------ |
| Best National Costume        | - Hà Nội – Nguyễn Cao Minh Anh             |
| Best Face                    | - Kiên Giang – Cao Minh Hy                 |
| Best Catwalk                 | - Ninh Thuận – Lê An Di                    |
| Best Inspirer                | - Kiên Giang – Lộ Lộ                       |
| Best Talent                  | - Bắc Giang – Tô Ngọc Bảo Linh             |
| Học viên được yêu thích nhất | - Thành phố Hồ Chí Minh – Nikkie Song Phúc |

## Thí sinh tham gia

### Top 24 thí sinh
| Số báo danh | Họ và tên thí sinh    | Năm sinh | Quê quán              | Chiều cao |
| ----------- | --------------------- | -------- | --------------------- | --------- |
| 082         | Tô Ngọc Bảo Linh      | 1988     | Bắc Giang             | 1,68 m    |
| 003         | Trần Quân             | 2003     | An Giang              | 1,75 m    |
| 212         | Lộ Lộ                 | 1988     | Kiên Giang            | 1,69 m    |
| 019         | Nikkie Song Phúc      | 1998     | Thành phố Hồ Chí Minh | 1,80 m    |
| 011         | La Ngọc Thư           | 2003     | Cà Mau                | 1,78 m    |
| 221         | Alice Dương           | 1996     | Thành phố Hồ Chí Minh | 1,77 m    |
| 068         | Huỳnh Ngọc Thái Dương | 2004     | An Giang              | 1,73 m    |
| 056         | Huỳnh My              | 1993     | Bến Tre               | 1,76 m    |
| 077         | Nguyễn Thủy Tiên      | 1999     | Hải Dương             | 1,73 m    |
| 147         | Nguyễn Cao Minh Anh   | 2002     | Hà Nội                | 1,80 m    |
| 160         | Lê An Di              | 2002     | Ninh Thuận            | 1,72 m    |
| 018         | Trần Khởi My          | 1997     | Thành phố Hồ Chí Minh | 1,75 m    |
| 220         | Hoàng Bảo Anh         | 1992     | Hà Nội                | 1,78 m    |
| 219         | Trần Mẫn Nhi          | 2000     | Đà Nẵng               | 1,79 m    |
| 063         | Cao Minh Hy           | 2000     | Kiên Giang            | 1,68 m    |
| 048         | Lê Thanh Anh          | 2006     | Bến Tre               | 1,77 m    |
| 001         | Phạm Thư Kỳ           | 2002     | Trà Vinh              | 1,76 m    |
| 151         | Quincy Lê             | 2001     | Thành phố Hồ Chí Minh | 1,76 m    |
| 102         | Hà Tâm Như            | 1998     | Vĩnh Long             | 1,80 m    |
| 091         | Trần Di               | 2001     | Cà Mau                | 1,73 m    |
| 170         | Lê Tuệ Vy             | 2000     | Hà Nội                | 1,78 m    |
| 110         | Bùi Phạm Phương Nhã   | 2005     | Hà Nội                | 1,70 m    |
| 129         | Nguyễn Thanh Tường    | 2001     | Cần Thơ               | 1,76 m    |
| 120         | Trần Châu Sa          | 2000     | Đắk Lắk               | 1,75 m    |

### Top 42 thí sinh
| Số báo danh | Họ và tên thí sinh     | Năm sinh | Quê quán              | Chiều cao |
| ----------- | ---------------------- | -------- | --------------------- | --------- |
| 036         | Trương Ngọc Khánh Vân  | 2002     | Bạc Liêu              | 1,72 m    |
| 090         | Huy Hoàng              | 2003     | Thành phố Hồ Chí Minh | 1,70 m    |
| 035         | Gia Nghi               | 2002     | Thành phố Hồ Chí Minh | 1,71 m    |
| 034         | Trương Mỹ Ngọc         | 2005     | Cần Thơ               | 1,73 m    |
| 013         | Lê Quỳnh Vy            | 2004     | An Giang              | 1,70 m    |
| 038         | Đặng Lê Hoàng Phương   | 2006     | Hậu Giang             | 1,76 m    |
| 144         | Nguyễn Huỳnh Song Loan | 2000     | Sóc Trăng             | 1,75 m    |
| 128         | Mai Hoàn Phương        | 1998     | Hậu Giang             | 1,75 m    |
| 200         | Nguyễn Kỳ Kỳ           | 1989     | Thành phố Hồ Chí Minh | 1,75 m    |
| 202         | Kỳ Thư                 | 2001     | An Giang              | 1,80 m    |
| 165         | Bé Năm                 | 2002     | Bình Dương            | 1,68 m    |
| 012         | Nguyễn Đặng Huỳnh Tiên | 2002     | Hà Nội                | 1,72 m    |
| 217         | Hiển Kim               | 2003     | Thành phố Hồ Chí Minh | 1,72 m    |
| 211         | Hồng Bảo Vy            | 1998     | Tiền Giang            | 1,67 m    |
| 191         | Kan Keaw               | 2001     | Kiên Giang            | 1,75 m    |
| 057         | Võ Huỳnh Triều My      | 2004     | Tiền Giang            | 1,75 m    |
| 050         | Nguyễn Ngọc Điệp       | 2000     | Tiền Giang            | 1,70 m    |
| 040         | Nguyễn Ngọc Phương Anh | 2003     | Quảng Ninh            | 1,68 m    |
| 108         | Lê Lâm My              | 2000     | Hà Nội                | 1,75 m    |
| 049         | LyLy                   | 1998     | Sóc Trăng             | 1,68 m    |

### Top 71 thí sinh
| Số báo danh | Họ và tên thí sinh  | Năm sinh | Quê quán              | Chiều cao |
| ----------- | ------------------- | -------- | --------------------- | --------- |
| 047         | Nịu Nịu             | 2003     | An Giang              | 1,68 m    |
| 206         | Nguyễn Hoàng Mỹ An  | 2000     | Thành phố Hồ Chí Minh | 1,65 m    |
| 169         | Trần An Phương      | 2001     | Yên Bái               | 1,68 m    |
| 161         | Hải Thanh Lan       | 2004     | Thành phố Hồ Chí Minh | 1,74 m    |
| 065         | Anh Tùng            | 2001     | Lào Cai               | 1,69 m    |
| 114         | Diệp San San        | 2002     | An Giang              | 1,75 m    |
| 159         | Trần Hồ Hà Đan      | 2002     | Bạc Liêu              | 1,68 m    |
| 031         | Dương Diệp Linh Đan | 2003     | Đồng Tháp             | 1,75 m    |
| 080         | Bùi Hồ Mẫn Tiên     | 1998     | Bến Tre               | 1,78 m    |
| 021         | Võ Ngọc Thanh Duy   | 2004     | Thành phố Hồ Chí Minh | 1,75 m    |
| 121         | Minh Tinh           | 1995     | Bến Tre               | 1,67 m    |
| 164         | Umilang             | 1994     | Đồng Nai              | 1,68 m    |
| 154         | Nguyễn Trần Khả Vy  | 2003     | Bạc Liêu              | 1,70 m    |
| 017         | Trần Huỳnh Thanh    | 2005     | Vĩnh Long             | 1,77 m    |
| 149         | Cẩm Y Vệ            | 2002     | Thành phố Hồ Chí Minh | 1,65 m    |
| 172         | Quân Mai Anh        | 2000     | Thành phố Hồ Chí Minh | 1,72 m    |
| 008         | Nguyễn Kỳ Nhiên     | 2004     | Cần Thơ               | 1,75 m    |
| 101         | Bùi Thùy Anh        | 2000     | Phú Thọ               | 1,75 m    |
| 051         | A Dương             | 2003     | Kon Tum               | 1,75 m    |
| 046         | Trương Tú Vy        | 2004     | Thành phố Hồ Chí Minh | 1,72 m    |
| 022         | La Uyển Minh        | 2002     | Bạc Liêu              | 1,70 m    |
| 045         | Nguyễn Ngọc Linh    | 2002     | Sóc Trăng             | 1,68 m    |
| 074         | Jennie Nguyễn       | 2002     | Thành phố Hồ Chí Minh | 1,70 m    |
| 183         | Hana Phương         | 1998     | Nghệ An               | 1,62 m    |
| 136         | Huỳnh Phúc Châu Sa  | 2001     | Thành phố Hồ Chí Minh | 1,74 m    |
| 007         | Lê Hoàng Phương Anh | 2004     | An Giang              | 1,80 m    |
| 177         | Lê Hoài Bảo Anh     | 2003     | Khánh Hòa             | 1,70 m    |

## Thông tin thí sinh
- Trần Quân: Top 10 Hoa hậu Chuyển giới Việt Nam 2023 và đạt giải phụ Best Face.
- Trần Khởi My (Mỹm Trần) : Tham dự Hoa hậu Hoàn vũ Việt Nam 2023, Top 10 Miss International Queen Vietnam 2023.
- Tô Ngọc Bảo Linh: Quán quân Tiếng hát Sinh viên Trường Đại học Mở Hà Nội 2010, Giải Ba Gương mặt thân quen 2020, Top 14 Chị đẹp đạp gió rẽ sóng 2023.
- Nikkie Song Phúc: Top 20 Hoa hậu Chuyển giới Việt Nam 2023.
- Quincy Lê: Top 20 Hoa hậu Chuyển giới Việt Nam 2023.
- Trần Hồ Hà Đan: Top 20 Hoa hậu Chuyển giới Việt Nam 2023 cùng giải phụ Best Inspire.
- Trần Huy Hoàng: Top 20 Hoa hậu Chuyển giới Việt Nam 2023.
- Alice Dương: Top 5 Giọng hát Việt 2018, Quán quân Vote for five
- Minh Tinh: Á quân 1 Beauty of Equality - Sắc đẹp Bình Đẳng 2025

## Phiên bản truyền hình thực tế

### Các tập phát sóng

#### Tập 1: Dàn mentor đối đầu cực căng, top 24 lộ diện
Ngày phát sóng: 14 tháng 3 năm 2025
- Ban giám khảo: Lê Linh, Hà Anh, Thái Hoàng Sơn, Huỳnh Như, Minh Tú, Hương Giang, Phạm Thoại
- Format
  - 72 thí sinh vượt qua vòng sơ khảo sẽ tiếp tục tham gia vòng sơ tuyển. Tại đây, thí sinh nhận được từ 4 trên 7 "yes" của ban giám khảo sẽ bước tiếp vào vòng chọn đội.
  - Mỗi ban giám khảo có 1 vé vàng trao cho 1 thí sinh mà họ thấy có tiềm năng, thí sinh nhận được vé vàng trực tiếp lọt vào vòng chọn đội. Trong 7 tấm vé vàng, chỉ có 4 tấm vé có hình của các vị huấn luyện viên, đồng nghĩa với việc thí sinh được vào thẳng đội của huấn luyện viên đó. Ngược lại, nếu không có hình, thí sinh phải chờ sự lựa chọn từ huấn luyện viên.
  - Mỗi huấn luyện viên có quyền cứu 1 thí sinh không được ban giám khảo lựa chọn. Nếu có từ 2 huấn luyện viên cứu trở lên, thí sinh được chọn huấn luyện viên mình mong muốn về đội, các huấn luyện viên không được chọn sẽ mất quyền cứu của mình.

Chú thích màu
     Thí sinh được HLV lựa chọn và đồng ý về đội của HLV
| Thí sinh              | Huấn luyện viên   | Huấn luyện viên   | Huấn luyện viên   | Huấn luyện viên   |
| Thí sinh              | Hoàng Phương      | Quỳnh Châu        | Quỳnh Hoa         | Thúy Quỳnh        |
| Quyền cứu của HLV     | Quyền cứu của HLV | Quyền cứu của HLV | Quyền cứu của HLV | Quyền cứu của HLV |
| --------------------- | ----------------- | ----------------- | ----------------- | ----------------- |
| Nguyễn Cao Minh Anh   | Yes               | Maybe             |                   |                   |
| Hoàng Bảo Anh         |                   |                   | Maybe             |                   |
| Vé vàng của BGK       |                   |                   |                   |                   |
| Lộ Lộ                 |                   |                   |                   |                   |
| Cao Minh Hy           |                   | Maybe             |                   |                   |
| Lê Thanh Anh          |                   |                   | Maybe             |                   |
| Huy Hoàng             |                   |                   |                   |                   |
| Trần Mẫn Nhi          | Maybe             |                   |                   |                   |
| Huỳnh My              |                   |                   |                   | Maybe             |
| Bùi Phạm Phương Nhã   |                   |                   |                   |                   |
| Vòng chọn đội         |                   |                   |                   |                   |
| Lộ Lộ                 | Maybe             | Yes               | Yes               | Yes               |
| Bùi Phạm Phương Nhã   |                   | Yes               |                   | Maybe             |
| Nguyễn Thủy Tiên      |                   |                   | Maybe             |                   |
| Trần Di               |                   |                   | Maybe             |                   |
| Hà Tâm Như            | Maybe             |                   |                   |                   |
| Nikkie Song Phúc      |                   | Maybe             |                   |                   |
| Lê Tuệ Vy             |                   |                   | Maybe             |                   |
| Quincy Lê             |                   | Maybe             |                   | Yes               |
| Phạm Thư Kỳ           |                   |                   |                   | Maybe             |
| Trần Khởi My          |                   |                   | Maybe             |                   |
| Alice Dương           | Yes               | Maybe             | —                 |                   |
| Trần Quân             | Yes               | Maybe             | —                 | Yes               |
| Tô Ngọc Bảo Linh      | Maybe             | —                 | —                 | Yes               |
| Huỳnh Ngọc Thái Dương | Yes               | —                 | —                 | Maybe             |
| Nguyễn Thanh Tường    |                   | —                 | —                 | Maybe             |
| Trần Di               | Maybe             | —                 | —                 |                   |
| Trần Châu Sa          |                   | —                 | —                 | Maybe             |
| La Ngọc Thư           | Maybe             | —                 | —                 | —                 |
| Thí sinh              | Hoàng Phương      | Quỳnh Châu        | Quỳnh Hoa         | Thúy Quỳnh        |
| Thí sinh              | Huấn luyện viên   |                   |                   |                   |

Ghi chú
1. ↑  Thí sinh nhận vé vàng của giám khảo Hà Anh
2. ↑  Thí sinh nhận vé vàng của giám khảo Lê Linh
3. ↑  Thí sinh nhận vé vàng của giám khảo Hương Giang
4. ↑  Thí sinh nhận vé vàng của giám khảo Minh Tú
5. ↑  Thí sinh nhận vé vàng của giám khảo Thái Hoàng Sơn
6. ↑  Thí sinh nhận vé vàng của giám khảo Huỳnh Như
7. ↑  Thí sinh nhận vé vàng của giám khảo Phạm Thoại

## Dự thi quốc tế
Chú thích:
- Chiến thắng
- Á hậu
- Lọt vào chung kết hoặc bán kết

| Cuộc thi                      | Đại diện   | Quê quán  | Danh hiệu | Thứ hạng | Giải thưởng đặc biệt |
| ----------------------------- | ---------- | --------- | --------- | -------- | -------------------- |
| Miss International Queen 2025 | Hà Tâm Như | Vĩnh Long | Hoa hậu   | TBA      | TBA                  |